# Acacia truncata
Acacia truncata är en ärtväxtart som beskrevs av Johann Centurius von Hoffmannsegg. Acacia truncata ingår i släktet akacior, och familjen ärtväxter. Inga underarter finns listade i Catalogue of Life.